# سیارک ۳۷۱۴۱
سیارک ۳۷۱۴۱ (به انگلیسی: 37141 Povolny، نامگذاری:2000VZ38) سی و هفت هزار و صد و چهل و یکمین سیارک کشف شده‌است که در ۲ نوامبر ۲۰۰۰ کشف شد.